# Marius Anthonius Gijsbertus Vorstman
Marius Anthonius Gijsbertus Vorstman (Nederhemert, 19 oktober 1805 - Gouda, 30 maart 1894) was een Nederlandse predikant en historicus.

## Leven en werk
Vorstman werd in 1805 geboren als zoon van de predikant Jan Gijsbert Vorstman en Maria Dorrepaal. Zijn moeder overleed in het kraambed. Hij groeide op bij een oom en tante (een zuster van zijn moeder) in Den Haag. Zijn oom was daar hoofdonderwijzer. Hij studeerde vervolgens theologie aan de Universiteit Leiden en promoveerde aldaar in 1829 op een proefschrift over psalm 16. In datzelfde jaar trouwde hij met Isabelle Catherine Perier, dochter van Barthelemi Antoine Perier en Jaqueline Jeanne Marie Minet. Uit hun huwelijk werd één dochter geboren. Al voor zijn promotie was hij bevestigd tot predikant te Well en Ammerzoden. Na drie jaar in Well predikant te zijn geweest werd hij in 1832 predikant in Katwijk. Van 1837 tot 1869 was hij als predikant verbonden aan de Sint-Janskerk  van Gouda. In deze stad ontplooide hij zich ook als historicus. Als librijemeester had hij de beschikking over de uitgebreide bibliotheek aan historische werken in Gouda. Hij vond in de Goudse archieven zeldzame stukken terug als een uittreksel van de door Cornelis Loos geschreven levensbeschrijving van Erasmus en brieven van Erasmus zelf. Ook toonde hij aan de hand van een door hem gevonden kwitantie aan dat Margaretha van Parma het grootste door Wouter Crabeth geschilderde glas in de Sint-Janskerk heeft betaald. 
Vorstman vertaalde - niet uitgegeven - Griekse treurspelen van Aischylos, Euripides en Sophocles in het Nederlands. Daarnaast hield hij zich, vanaf 1855, in opdracht van de synode van de Nederlandse Hervormde Kerk bezig met de vertaling van het Oude Testament. Zijn vrouw vertaalde onder meer La Divina Commedia van Dante en Don Quichot van Cervantes. Vorstman overleed in maart 1894 op 88-jarige leeftijd. Zijn vrouw overleefde hem slechts enkele weken.
Het gemeentebestuur van Gouda gaf ter herinnering aan de betekenis van Vorstman voor Gouda in 1901 een straat in de Korte Akkeren zijn naam, de Vorstmanstraat.